# Gothersgade
Gothersgade est une rue principale du centre-ville (Indre By) de Copenhague, au Danemark. Elle s'étend de Kongens Nytorv au lac Sortedam, en passant par le château de Rosenborg et les jardins de Kongens Have, la gare de Nørreport et les jardins botaniques de Copenhague.
Tous les jours à 11h30, les Royal Life Guards, qui sont basés à la caserne de Rosenborg, partent de Rosenborg Eksercerplads et descendent Gothersgade et montent Bredgade pour la cérémonie de relève de la garde à midi sur la place du palais d'Amalienborg.

## Histoire
Gothersgade longe le tracé original du rempart oriental de l'ancien anneau de fortification de Copenhague. Initialement appelé Ny-Kongensgade, l'artère est créée vers 1647 après que le rempart oriental ait été déplacé vers le nord pour étendre la ville fortifiée avec une nouvelle grande zone connue sous le nom de Ny-København (da). À cet endroit, la rue ne menait qu'au site de l'actuelle gare de Nørreport, où elle rencontrait les fortifications juste au nord-est de la porte nord de la ville.
En 1870, après la désaffectation des fortifications et l'aplanissement de leur terrain, la rue est prolongée dans sa longueur actuelle.
En 1892, la première centrale électrique publique de Copenhague, Gothersgade elektriske Centralstation, ouvre ses portes au coin de Gothergade et Adelsgade. Elle est installée derrière les façades des maisons existantes vers Gothergade et est inhabituelle pour son emplacement central. Elle est ensuite agrandie et modernisée à plusieurs reprises. Depuis 1994, elle servait uniquement de sous-station de distribution d'électricité et de chauffage central.
Entre 1920 et 1930, la section de Gothersgade entre les jardins du château de Rosenborg et le lac Sortedam est élargie. Dans ce processus, la caserne de Rosenborg est raccourcie avec deux baies et le manège de 1787 et Brøndkuranstalten devant le château de Rosenborg sont démolis. Un élargissement prévu de la section de la rue la plus proche de Kongens Nytorv est ensuite abandonné.

## Dénomination
Le préfixe Gothers- dans le nom de la rue fait référence aux Goths du titre King of the Goths and the Wends qui a été utilisé par les rois danois du XIVe siècle jusqu'en 1972. Vendersgade, qui est l'image miroir de Gothersgade de l'autre côté de Frederiksborggade, fait référence aux Wends du même titre.

## Bâtiments remarquables
- Baron Boltens Gård (8A Gothersgade)
- Bâtiment de la société d'éclairage de Copenhague
- Cinemateket, siège de l'Institut danois du film (55 Gothersgade)
- King's Gate, l'une des entrées des jardins du château de Rosenborg, située en diagonale de Queen's Gate
- Château de Rosenborg (4A Øster Voldgade)
- Caserne de Rosenborg (100 Gothersgade)
- Église réformée (109 Gothersgade)
- Gare de Nørreport
- Entrée au jardin botanique de l'université de Copenhague
- Bibliothèque de la Faculté des sciences sociales (140 Gothersgade)
- Église Saint-André (148 Gothersgade)
- Kunstnerhjemmet